# Il bosco delle fragole
Il bosco delle fragole è il quarto album di Tricarico.
Pubblicato il 20 febbraio 2009 e prodotto dalla Sony Bmg, prende il nome dall'omonima canzone presentata al Festival di Sanremo 2009. L'album ha raggiunto la posizione #33 nei dischi più venduti in Italia.

## Tracce
1. Apparenze – 3:55
2. Il bosco delle fragole – 3:24
3. Immaginai – 4:15
4. Amo – 4:05
5. Un mondo fantastico – 4:02
6. Punti di vista – 3:53
7. Tre – 3:44
8. Luminosa – 3:51
9. Sole – 4:14
10. Marzo – 3:34

## Formazione
- Tricarico - voce, pianoforte, percussioni
- Marco Guarnerio - chitarra acustica, cori, chitarra elettrica, basso, mandolino, organo Hammond, sintetizzatore, pianoforte, percussioni
- Mao Granata - batteria
- Daniele Moretto - tromba
- Michele Monestiroli - sax

## Classifiche
| Paese  | Posizione raggiunta |
| ------ | ------------------- |
| Italia | 33                  |